# Eois subpallida
Eois subpallida är en fjärilsart som beskrevs av Paul Dognin 1913. Eois subpallida ingår i släktet Eois och familjen mätare. Inga underarter finns listade i Catalogue of Life.